# Archibald Murray
Archibald James Murray, GCB, GCMG, CVO, DSO (23 de abril de 1860 – Reigate, 21 de janeiro de 1945) foi um oficial do exército britânico que serviu na Segunda Guerra dos Bôeres e na I Guerra Mundial e foi comandante da Força expedicionária egípcia de janeiro 1916 a junho de 1917. Neste último cargo ele lançou os planos para a derrota final dos turcos na Palestina.

## Revolta no deserto

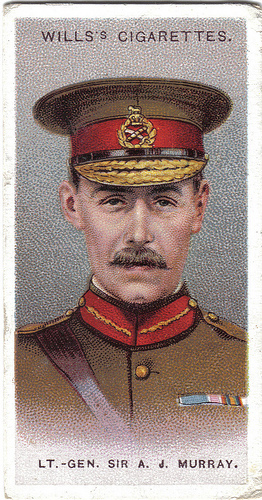
Tenente-General. Sir AJ Murray Cartão cigarro WWI emitido por Wills WD & HO Bristol e Londres

Em janeiro de 1916, foi dado o comando da Força expedicionária egípcia. Tentando evitar outro ataque turco contra o Canal de Suez, Murray reorganizou suas tropas e organizou um contra-ataque, que capturou a maior parte da Península do Sinai, mas não consegui conquistar a Palestina.
Murray foi condecorado cavaleiro da Ordem de São Miguel e São Jorge em 20 de janeiro de 1917.
Murray autorizou a expedição de T. E. Lawrence para se juntar à Revolta Árabe contra os turcos na Arábia, proporcionando dinheiro e limitado apoio militar para o ataque de Lawrence em Aqaba: inicialmente cético sobre o potencial da revolta, Murray tornou-se um ardente defensor, em grande parte por meio da persuasão de Lawrence.
Em março de 1917 na primeira batalha de Gaza uma força britânica sob o comando de Murray atacou Gaza. No entanto, a determinação dos defensores turcos e a ameaça de grandes reforços turcos que se aproximam do norte e nordeste levou à decisão de se retirar.
Na segunda batalha de Gaza em abril de 1917 Murray montou uma força maior que compreendia diversas divisões. No entanto, as armas britânicas pesadas fizeram poucos danos e só serviu para alertar os turcos do iminente ataque britânico, que vacilou em todos os pontos. Mais uma vez Murray decidiu retirar-se. Apesar de lançar os planos para a derrota final dos turcos, Murray foi destituído do comando e substituído por Edmund Allenby em 29 de Junho de 1917.
Depois de se aposentar do Exército britânico em 15 de novembro de 1922, lhe foi dada a ordem de cavaleiro grã-cruz (GCB) no ano de 1928. Murray morreu em sua casa "Makepeace" em Reigate em Surrey, em 21 de janeiro de 1945.